# Convenzione costituzionale
Nel diritto costituzionale una convenzione costituzionale è una convenzione, stipulata talora in modo espresso ma più di frequente in modo tacito, con la quale i titolari di organi costituzionali stabiliscono regole di condotta per l'esercizio delle rispettive competenze, intervenendo negli spazi lasciati liberi dalla costituzione e da altre fonti scritte. 

## Assenza di cogenza
Al contrario delle consuetudini costituzionali, le convenzioni non son considerate una fonte del diritto.
In mancanza di norme che ne rendono obbligatoria l'osservanza, i soggetti che partecipano all'accordo possono sciogliersi in ogni momento dallo stesso, manifestando il proprio dissenso, sicché la convenzione costituzionale è rilevante solo fintantoché tali soggetti la ritengono idonea al raggiungimento del fine. Inoltre, a fronte della sua inosservanza, non può essere invocata tutela in sede giurisdizionale.

## Tipologia
Proprio perché operano negli spazi lasciati liberi dalle fonti scritte, le convenzioni costituzionali hanno un ruolo molto rilevante in quegli ordinamenti, quale quello britannico, privi di costituzione scritta. Anche negli altri ordinamenti, tuttavia, intervengono a completare la disciplina costituzionale, sicché la loro conoscenza è necessaria per cogliere l'effettivo funzionamento del sistema. 
Si pensi, per esempio, alla formazione del governo nel sistema costituzionale italiano: a fronte della scarna disposizione contenuta nell'art. 92 della Costituzione ("Il Presidente della Repubblica nomina il Presidente del Consiglio dei ministri e, su proposta di questo, i ministri"), esistono regole ben più dettagliate derivanti da convenzioni costituzionali, che riguardano - ad esempio - le consultazioni svolte dal capo dello stato e i personaggi che devono essere sentiti, istituti quali il cosiddetto mandato esplorativo, la formazione della compagine ministeriale e così via.